# Австралийски каторжнически селища
Австралийски каторжнически селища (на английски: Australian Convict Sites) е обект на световното наследство на ЮНЕСКО в Австралия.
Обектът включва 11 селища в цялата страна, използвани през XVIII-XIX век за принудително заселване на каторжници от Великобритания. Запазените сгради са паметници, демонстриращи практиката на колонизация чрез принудително заселване, както и на еволюцията на наказателната теория и практика в ранното Ново време.
Австралийски каторжнически селища включва 11 обекта в различни части на Австралия:
- Остров Какаду
- Голям северен път
- Казарми „Хайд Парк“ в Сидни
- Стар правителствен дом в Парамата
- Историческа зона „Кингстън и Артърс Вейл“
- Имения „Брикендън“ и „Улмърс“ в Тасмания
- Женска фабрика „Каскейдс“ в Хоубарт
- Исторически обект „Каменовъглени мини“ в Тасмания
- Пробационна станция „Дарлингтън“ на остров Марая
- Селище Порт Артър
- Фриментълски затвор във Фриментъл